# Tréveray
Tréveray település Franciaországban, Meuse megyében. Lakosainak száma 550 fő (2022. január 1.). Tréveray Biencourt-sur-Orge, Hévilliers, Marson-sur-Barboure, Naix-aux-Forges, Saint-Amand-sur-Ornain és Saint-Joire községekkel határos.

## Népesség
A település népessége az elmúlt években az alábbi módon változott:
| Lakosok száma | 1034 | 888  | 809  | 703  | 601  | 595  | 572  | 559  | 552  | 550  |
|               | 1968 | 1982 | 1990 | 2006 | 2013 | 2015 | 2017 | 2019 | 2020 | 2022 |